# Charles W. Whalen
Charles William Whalen, Jr., född 31 juli 1920 i Dayton, Ohio, död 27 juni 2011 i Bethesda, Maryland, var en amerikansk republikansk politiker. Han representerade Ohios tredje distrikt i USA:s representanthus 1967–1979.
Whalen arbetade som professor i nationalekonomi vid University of Dayton. Han var en av de mera liberala republikaner och en framstående motståndare till Vietnamkriget. Under sina sista år var Whalen bosatt i Bethesda i Maryland. Han avled i en ålder av 90 år.